# Hans Stamer
Hans Joachim Fritz Hermann Stamer (* 14. April 1925 in Sande (Hamburg); † 8. März 1999 in Kiel) war ein deutscher Agrarwissenschaftler, Hochschullehrer und Staatssekretär.

## Leben
Hans Stamer absolvierte nach dem Schulbesuch in Bergedorf und Lohbrügge eine landwirtschaftliche Lehre. Von 1943 bis 1945 war er Kriegsteilnehmer. Er legte 1947 die Abiturprüfung ab und studierte Agrarwissenschaften an der Universität Kiel mit Diplom 1950 und Promotion 1952. Stamer habilitierte sich 1960 ebenfalls in Kiel und lehrte dort anschließend als Privatdozent. Nach einer Lehrstuhlvertretung 1964/1965 in Berlin kehrte er als Lehrstuhlinhaber, zunächst für Landwirtschaftliche Marktlehre, ab 1979 für Ernährungspolitik und Verbraucherpolitik, nach Kiel zurück. Er wurde 1992 emeritiert.
Stamer amtierte von 1975 bis 1979 als Staatssekretär im schleswig-holsteinischen Landwirtschaftsministerium.